# Alcyonium graniferum
Alcyonium graniferum is een zachte koraalsoort uit de familie Alcyoniidae. De koraalsoort komt uit het geslacht Alcyonium. Alcyonium graniferum werd in 1974 voor het eerst wetenschappelijk beschreven door Tixier-Durivault & d'Hondt. 